# Дончук Василь Іванович
Васи́ль Іва́нович Дончу́к (нар. 1910 — пом. 1944) — радянський військовий льотчик часів Другої світової війни, командир 108-ї окремої розвідувальної авіаційної Червонопрапорної ескадрильї (7-ма повітряна армія, Карельський фронт), майор. Герой Радянського Союзу (1944).

## Життєпис
Народився 10 грудня 1910 року в місті Києві в родині робітника. Українець. Рано залишившись без батьків, виховувався у дитячому будинку. Здобув середню освіту.
З 1931 року мешкав у Хабаровську (Росія). Закінчив аероклуб і Єйське авіаційне училище льотчиків цивільного повітряного флоту (ЦПФ). Літав на повітряних трасах Далекого Сходу, Заполяр'я, Камчатки. Член ВКП(б) з 1932 року.
У 1937—1938 роках — в лавах РСЧА. Брав участь у боях біля озера Хасан. Після виходу в запас працював у Воркуті.
Вдруге призваний до лав РСЧА у 1941 році. Учасник німецько-радянської війни з листопада 1941 року. Як пілот 2-го класу 1-го авіаційного загону Карельської особливої авіаційної групи літав на літаках Р-5. З листопада 1942 року — командир транспортної авіаланки 5-го окремого авіаційного полку ЦПФ 7-ї повітряної армії Карельського фронту, з 1943 року — в 114-ту гвардійському бомбардувальному авіаційному полку, з травня 1944 року — командир 108-ї окремої розвідувальної авіаційної ескадрильї.
До жовтня 1944 року майор В. І. Дончук здійснив 270 бойових вильотів на повітряну розвідку об'єктів, скупчень живої сили і техніки ворога, викидку десантів у його тилу, у тому числі 64 вильоти — на бомбардування аеродромів, залізничних станцій і промислових об'єктів супротивника. Здійснив 5 посадок у тилу ворога. Освоїв 14 типів літаків.
21 жовтня 1944 року екіпаж у складі командира ескадрильї майора В. І. Дончука, штурмана ескадрильї старшого лейтенанта М. О. Абрамова і повітряних стрільців-радистів старшини В. Т. Кожухова та старшого сержанта О. К. Сергеєва не повернувся з бойового завдання.

## Нагороди
Указом Президії Верховної Ради СРСР від 2 листопада 1944 року «за зразкове виконання бойових завдань командування на фронті боротьби з німецькими загарбниками та виявлені при цьому відвагу і героїзм», майорові Дончуку Василю Івановичу присвоєне звання Героя Радянського Союзу (посмертно).
Нагороджений орденом Леніна (02.11.1944), двома орденами Червоного Прапора (13.04.1944, 02.07.1944), орденами Вітчизняної війни 2-го ступеня (03.01.1943), Червоної Зірки (31.05.1942) і медаллю «Партизанові Вітчизняної війни» 1-го ступеня (1944).

## Пам'ять
Ім'ям Василя Дончука названо вулиці в містах Києві, Хабаровську, Воркуті.
У Санкт-Петербурзі, Архангельську і Воркуті встановлено меморіальні дошки на його честь.